# Vladislav Tittelbach
Vladislav Tittelbach (9. června 1847, Lenešice, Habsburská monarchie – 6. února 1925, Bělehrad, Království Srbů, Chorvatů a Slovinců) byl český umělec, působící v Srbsku a Bosně a Hercegovině.

## Biografie
Narodil se 9. června 1847 v obci Lenešice u Loun, kde jeho otec pracoval jako kupec. V Praze vystudoval střední školu a poté pokračoval na ČVUT, kde se věnoval architektuře, také docházel na hodiny malířství. Po dokončení studií chtěl odejít do Ruska, nakonec na doporučení svého bratra, který pracoval jako účetní, se rozhodl odejít do Nového Sadu na území tehdejších Uher, dnes severu Srbska.
V Novém Sadu se zabýval regulací řeky Tisy, a později vyučoval na místním reálném gymnáziu matematiku a deskriptivní gemoetrii. Byl také jeho posledním ředitelem do roku 1875, kdy bylo gymnázium zrušeno. Kromě toho se dobře znal se Svetozarem Miletićem a Mihailo Polit-Desančićem. Jeho ilustrace vycházely v několika denících, např. Kod Kamile (U Heřmánku). V Novém Sadu se nakonec oženil a měl zde dvě děti. Jedním z nich byl i Stojan, který se nakonec stal architektem.
Po nějakou dobu vyučoval na reálném gymnáziu ve 120 km vzdáleném Osijeku, který se nachází v dnešním Chorvatsku.
V roce 1876 se se svojí rodinou odstěhoval do Bělehradu, kde rovněž vyučoval na gymnáziu. Později působil na Učitelské škole. V té době namaloval několik kreseb týkajících se poslední války s Tureckem. Ty vyšly v řadě tehdejších novin a časopisů. Po nějakou dobu také krátce pobýval v Niši a Leskovaci, než se vrátil zpět do Bělehradu. Vyučoval také v Jagodině. Spolupracoval se Srbskou učenou společností, jako fotograf také cestoval do značné míry po Balkáně a dokumentoval především místní lidové kroje.
Kresby a náčrty z rukou Vladislava Tittelbacha byly prezentovány na řadě výstav na území celého tehdejšího Srbska. Byly organizovány řadou různých místních muzeí. V roce 1889 vystavoval některé své kresby na umělecké výstavě v Paříži, která se uskutečnila při výročí sta let od Velké francouzské revoluce.
Od roku 1892 byl čestným členem Srbské královské akademie. Byl také aktivním členem spolku Česká beseda v Bělehradě.
V roce 1899 odešel do penze. Po smrti svého syna Stojana během první světové války v roce 1916 odešel z veřejného života. Zemřel roku 1925 v Bělehradu.

## Práce
Za svůj život namaloval okolo devíti tisíc kreseb, okolo tisícovky se dochovalo do současnosti. Řada z jeho děl byla zničena během první i druhé světové války. Přestože Tittelbach poměrně rozsáhle kreslil, nikdy se nestal populárním tvůrcem, a to ani v Česku, ani v Srbsku.